# Анна Розіна де Гаск
Анна Розіна де Гаск (нім. Anna Rosina de Gasc 10 липня, 1713, Берлін — 26 березня, 1783, Дрезден) — німецька художниця доби рококо. Переважно портретистка, іноді зверталась до створення алегорій та історичного живопису.

## Біографія

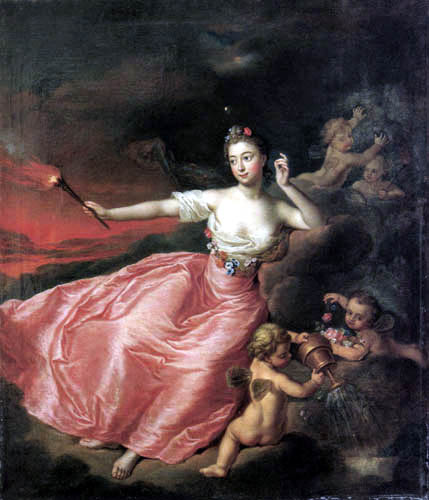
«Портрет невідомої пані в образі Аврори», 1761

Народилась у місті Берлін. Батько був польським художником. Через протестантизм Георг Лішевський перебрався у протестантську Німеччину. Він же був першим вчителем мистецтва для власних дітей сина (Кристіан Лішевський або Крістоф Фрідріх 1725–1794) та двох доньок, одна з котрих відома як Анна Розіна де Гаск, за прізвищем останнього чоловіка.
Пізніше Анна Розіна стажувалась у майстерні художника Антуана Пена (Antoine Pesne 1683-1757), придворного художника-портретиста короля Пруссії.

## Зрілий період
Згодом отримала посаду придворного художника при князівському дворі Ангальт-Цербтських. За цей період створила близько сорока  портретів. Згодом стала придорною художницею у Філіпіни Шарлотти, герцогині Брауншвейзької. 1769 року її обрали членом в Дрезденську художню академію. Відомо, що працювала у Нідерландах та в князівствах Німеччини.

## Два шлюби
Її перший чоловік — художник Девід Метью (1697-1755). По смерті Метью 1760 року її чоловіком став художник Людвиг де Гаск, під прізвищем котрого вона і увійшла в історію мистецтв. В другому шлюбі мала двох дітей.

## Смерть
Померла 1783 року в місті Дрезден.

## Обрані твори (перелік)

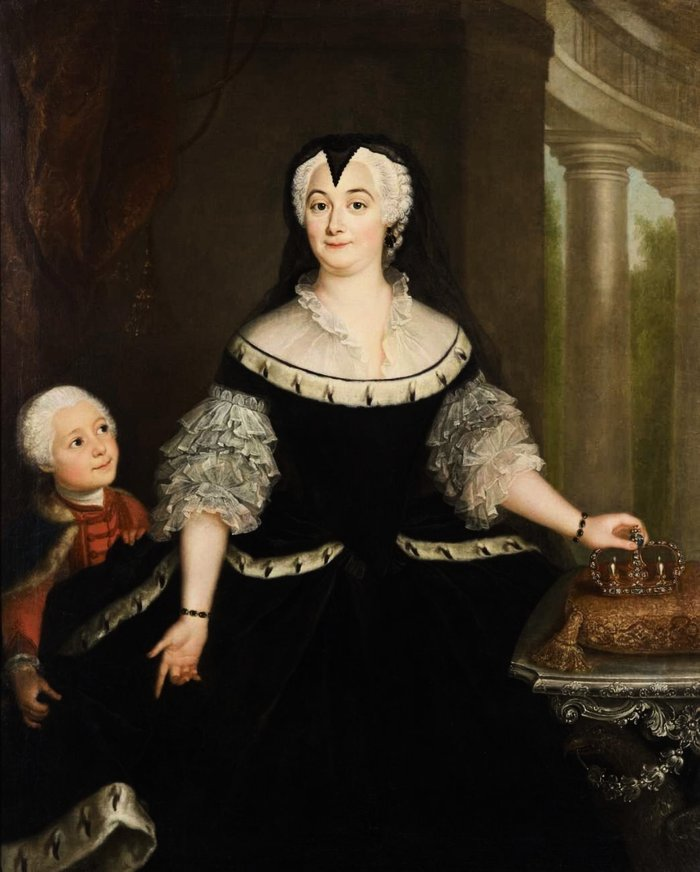
«Анна Софія Шарлотта Бранденбург-Шведська», до 1750

- «Невідома з князів Ангальт-Цербтських» (Софі Фрідеріка ?), бл 1742 р.
- «Невідома пані в блакитному», бл 1748 р.
- «Єлизавета Фрідеріка Софія Байройтська», бл. 1750 р.
- «Анна Софія Шарлотта Бранденбурзька», до 1750 р.
- «Принцеса Йоганна Єлизавета Ангальт-Цербстська», бл. 1752 р.
- «Міхал Казимир Огінський, великий князь литовський», 1755 р.
- «Невідома пані за чаюванням», 1761 р.
- «Портрет невідомої пані»
- Портрет невідомої пані в образі Аврори», 1761 р.
- «Фердинанд Брауншвейг-Вольфенбуттельский», 1768 р.
- «Невідома пані з троядою в руці»
- «Автопортрет художниці», 1767 р.
- «Готфрід Ефраїм Лессінг», 1768 р.
- «Марія Антонія фон Бранконі», 1770 р.
- «Вільгельм Адольф, герцог Брауншвейг-Вольфенбюттельський», 1770 р.
- «Фрідріх ІІ, король Пруссії», 1776 р.

## Обрані твори (Галерея)

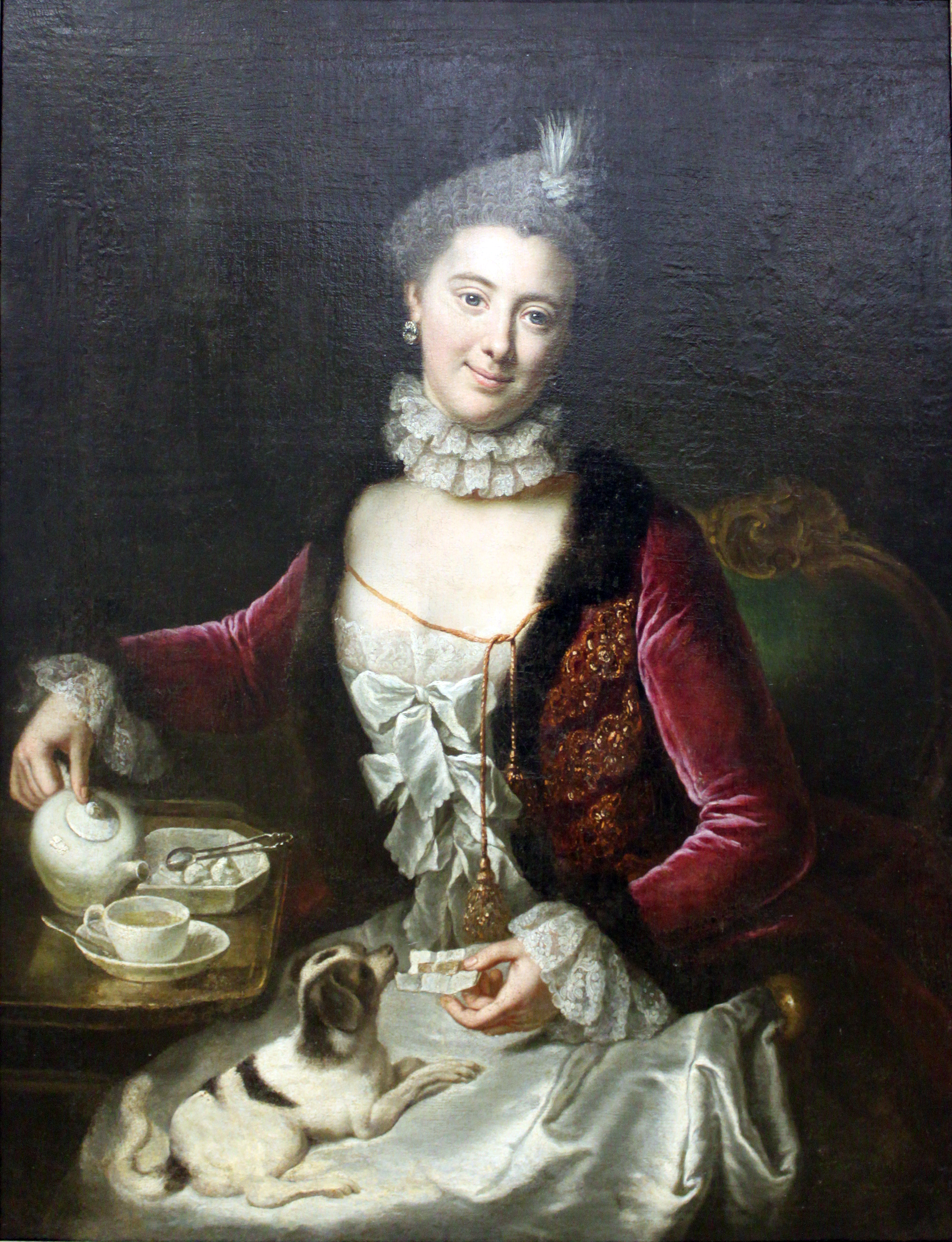
«Невідома за чаюванням», 1761, Музей образотворчих мистецтв (Єкатеринбург), Росія

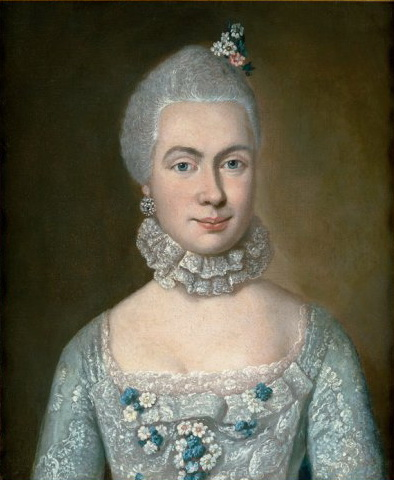
«Невідома пані в блакитному», бл. 1748
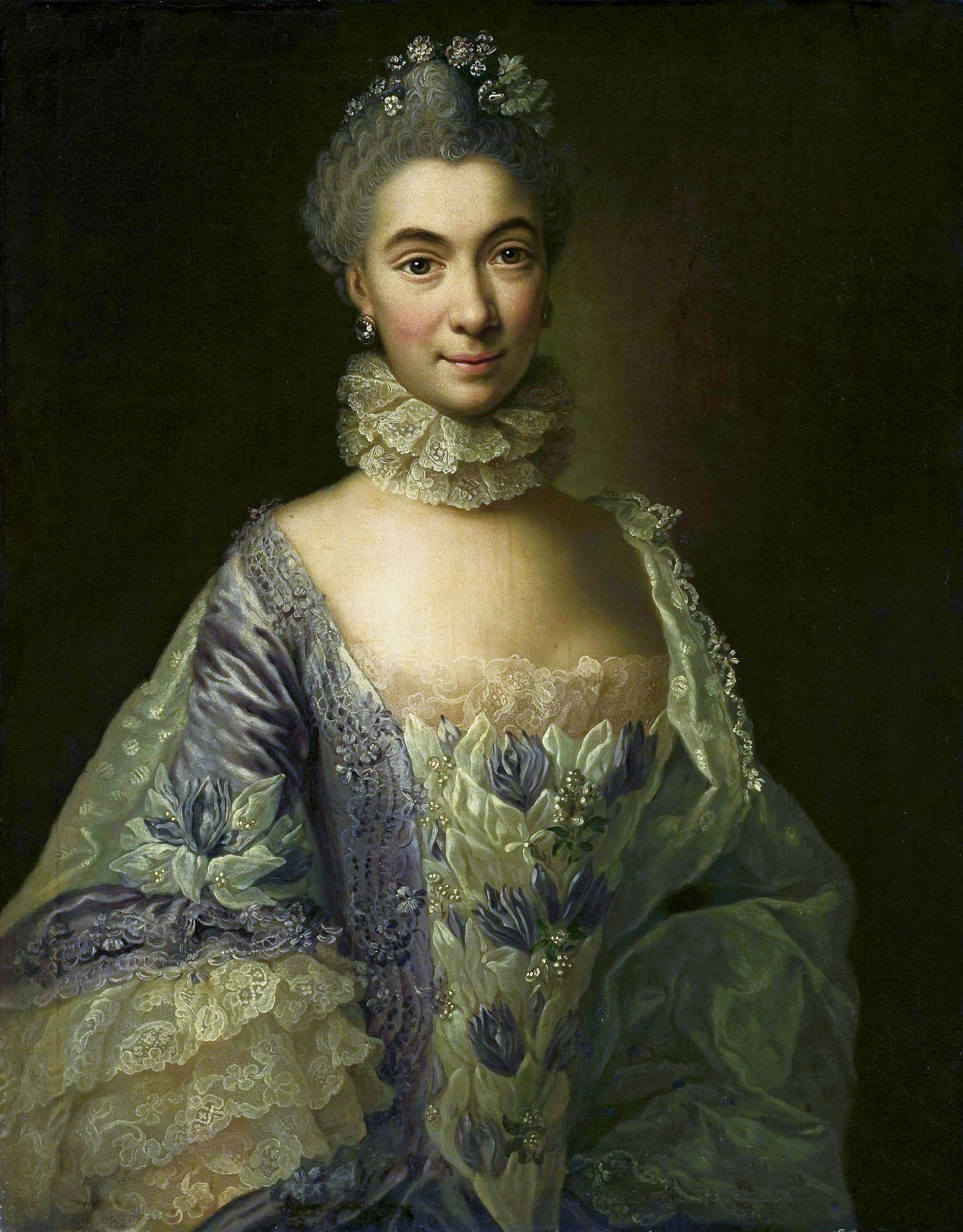
«Портрет невідомої в бузковому»
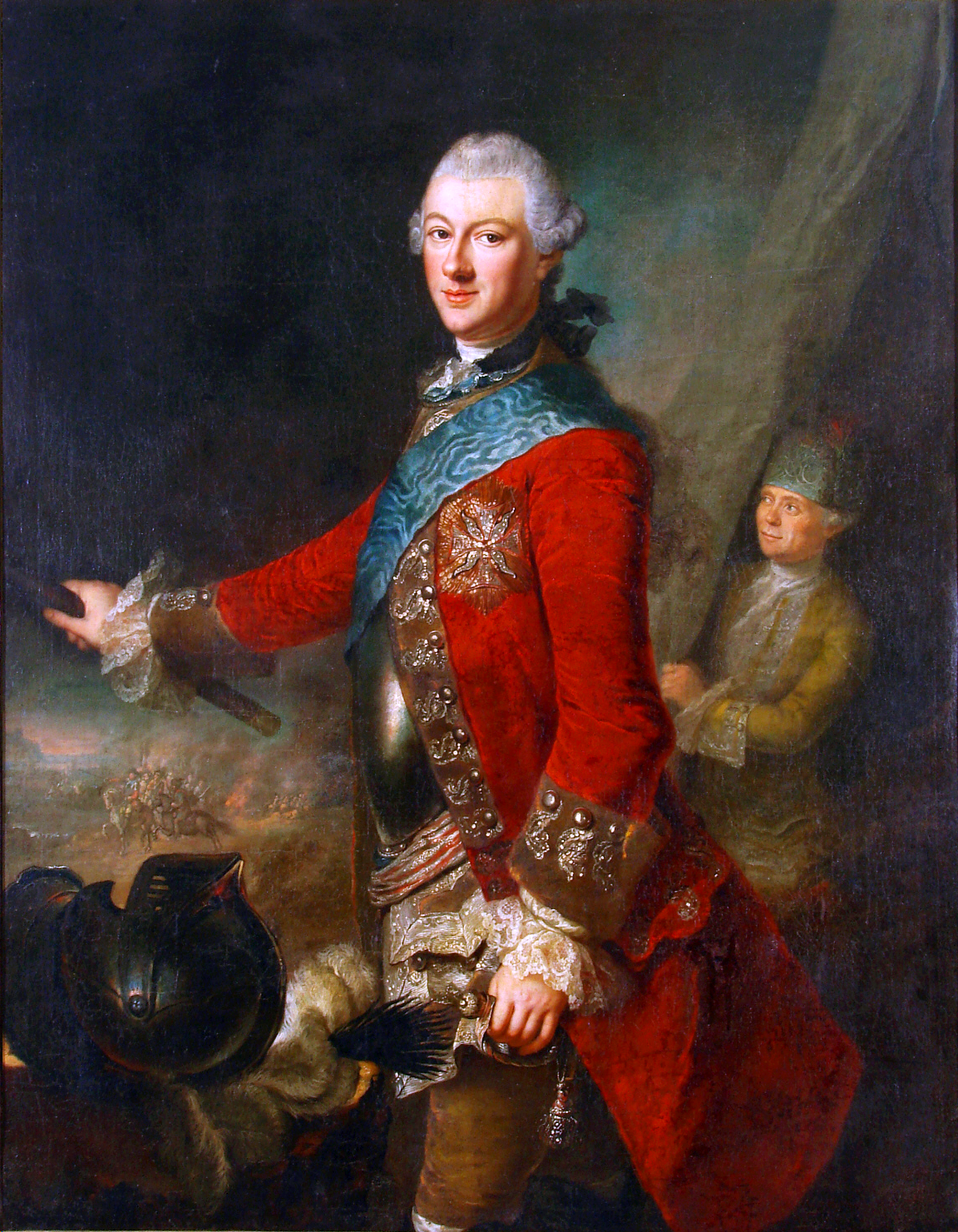
«Міхал Казимир Огінський, великий князь литовський», 1755
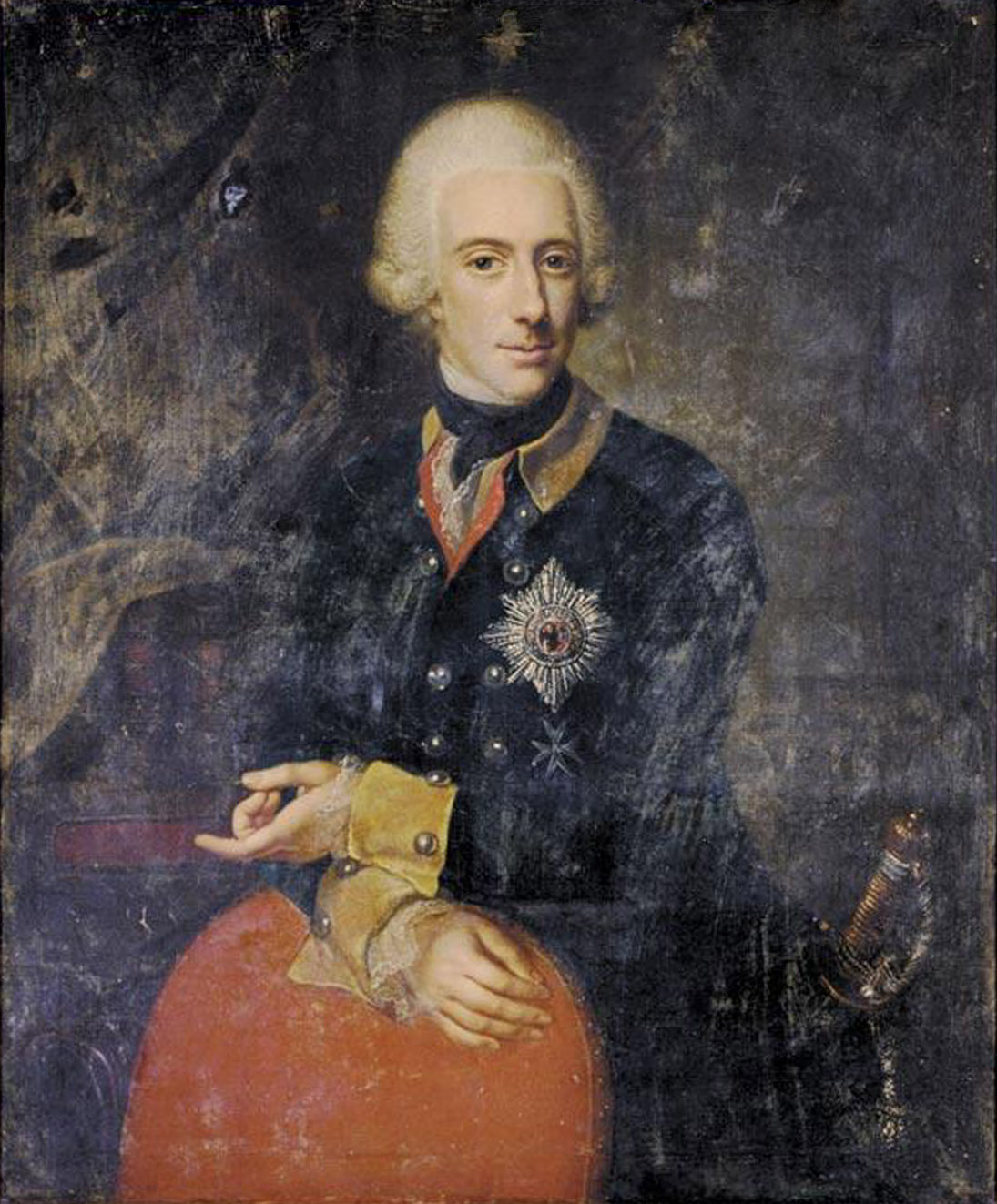
«Вільгельм Адольф, герцог Брауншвейг-Вольфенбюттельський», 1770